# Temple d'Hibis
Le temple d'Hibis est le temple égyptien antique le plus grand et le mieux conservé de l'oasis de Kharga, ainsi que la seule structure en Égypte datant de la période saïte-perse (664-404 avant notre ère) qui est conservé en relativement bon état. Situé à environ deux kilomètres au nord de Kharga, il était consacré à un syncrétisme de deux formes locales de la divinité Amon : « Amon d'Hibis » et « Amon-Rê de Karnak qui demeure à Hibis ».
On pense alternativement qu'il est dédié à Amon et Osiris, son sanctuaire contient des représentations de centaines de divinités égyptiennes.

## Histoire
Le temple d'Hibis était autrefois entouré de la ville d'Hibis (égyptien : Hebet, signifiant « la charrue »), qui se trouve aujourd'hui sous les cultures. La construction du temple a commencé au cours de la XXVIe dynastie, très probablement sous le pharaon Psammétique II, ou peut-être même plus tôt, au cours de la XXVe dynastie. Des preuves archéologiques suggèrent qu'un temple plus ancien, datant du Nouvel Empire, était déjà présent au même endroit. Plusieurs décennies après Psammétique II, au cours de la XXVIIe dynastie, le pharaon achéménide Darius Ier prit une part particulièrement active à son édification, étant crédité de la décoration des murs,. Plus tard, plusieurs autres dirigeants ont fait des ajouts ou des décorations, comme Achôris de la XXIXe dynastie, Nectanébo Ier et Nectanébo II de la XXXe dynastie, peut-être Ptolémée IV (dynastie ptolémaïque), et au moins un empereur romain.
Une première campagne de fouilles, organisée par le Metropolitan Museum of Art de New York, eut lieu en 1909-1911. Une plus récente, dirigée par Eugene Cruz-Uribe, a débuté en 1985.

## Description
Le temple présente une grande ressemblance - à la fois architecturalement et en ce qui concerne les textes inscrits - avec les temples thébains du Nouvel Empire et aussi de la période ptolémaïque, mais il diffère des deux en raison de certaines particularités, telles que le style plutôt audacieux des décorations,.
Un long couloir, bordé de sphinx, traverse une série de pylônes et arrive au temple proprement dit. Celui-ci était à l'origine entouré d'un lac, aujourd'hui disparu depuis longtemps. La salle hypostyle a ses murs en forme d'énormes rouleaux de papyrus, portant diverses décorations et plusieurs hymnes dédiés à la divinité Amon, dont beaucoup sont connus depuis les temps anciens. Parmi les décorations, il convient de noter une représentation de Seth battant Apophis, un thème considéré par certains historiens de l'art comme une préfiguration de Saint George et le Dragon.
Les murs et le toit sont dédiés respectivement à la théologie thébaine et à Osiris, tandis que le naos est subdivisé en neuf registres, entièrement décorés d'un panthéon de divinités égyptiennes et de figures royales, pour un total de près de sept-cents personnages. Au début de chaque registre, le roi est représenté en train d'accomplir un rituel ; les nomarques égyptiens sont également présents, chacun représenté sous une forme osirienne. Contrairement à la richesse de ces représentations, les inscriptions qui les accompagnent sont brèves, voire absentes.
La conservation relativement bonne du temple d'Hibis peut être attribuée à son isolement. Cependant, depuis plusieurs décennies, le bâtiment est menacé par une montée des eaux souterraines qui endommage ses fondations, et le Service des antiquités égyptiennes envisageait un démantèlement complet et un déplacement de l'ensemble du temple.

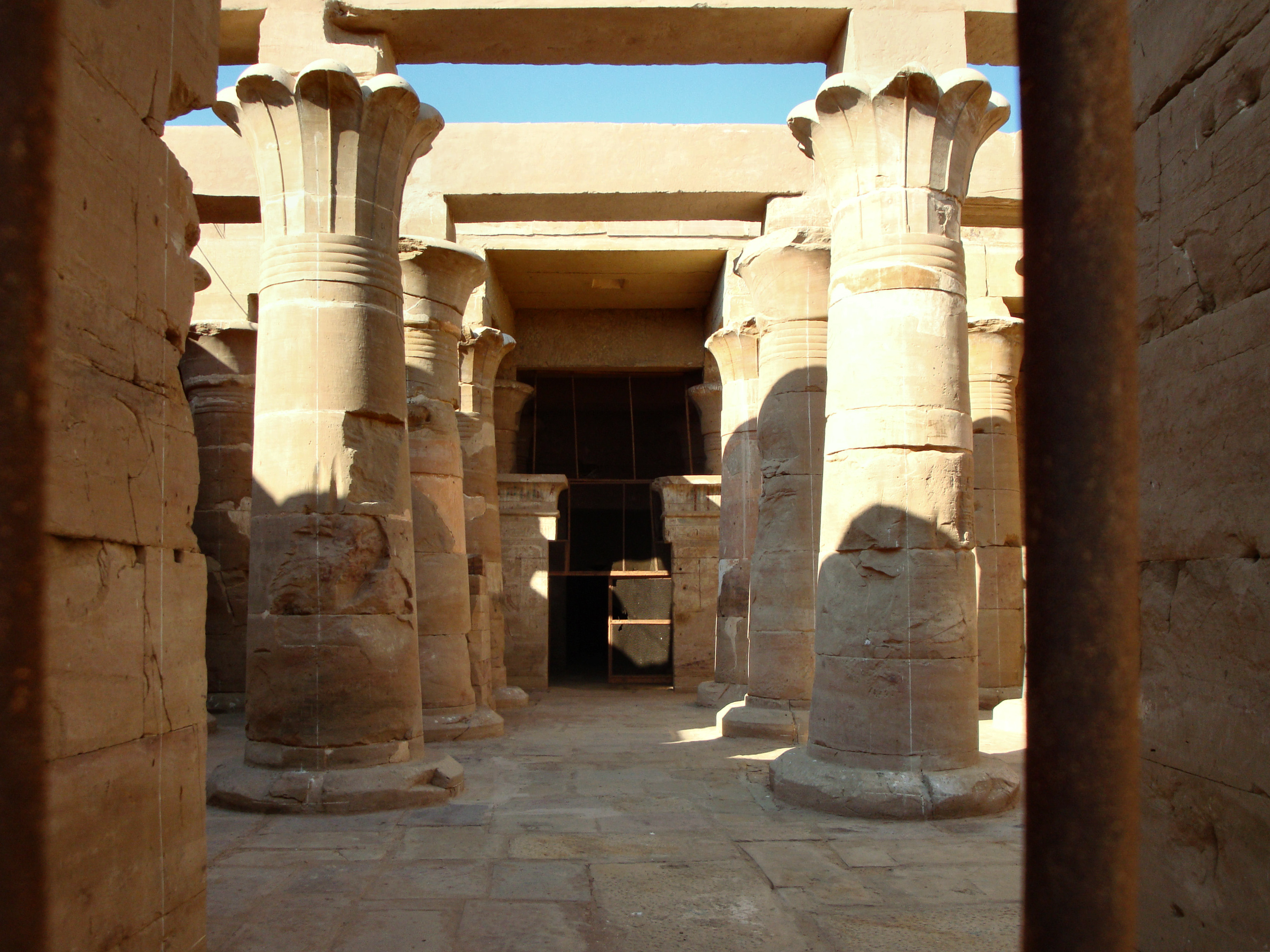
Colonnes palmiformes du temple d'Hibis.
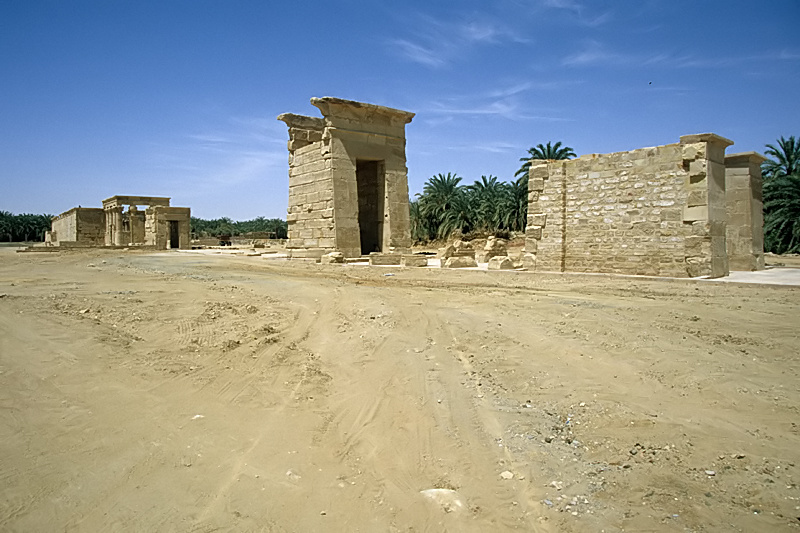
Le couloir aux pylônes, menant à la salle hypostyle.